# Кудашево (Учалинський район)
Кудашево (рос. Кудашево, башк. Ҡоҙаш) — присілок у складі Учалинського району Башкортостану, Росія. Входить до складу Імангуловської сільської ради.
Населення — 377 осіб (2010; 366 в 2002).
Національний склад:
- башкири — 99%